# Richmond (Maine)
Richmond es un pueblo ubicado en el condado de Sagadahoc en el estado estadounidense de Maine. En el Censo de 2010 tenía una población de 3.411 habitantes y una densidad poblacional de 41,72 personas por km².

## Geografía
Richmond se encuentra ubicado en las coordenadas 44°7′1″N 69°49′47″O / 44.11694, -69.82972. Según la Oficina del Censo de los Estados Unidos, Richmond tiene una superficie total de 81.75 km², de la cual 78.76 km² corresponden a tierra firme y (3.66%) 2.99 km² es agua.

## Demografía
Según el censo de 2010, había 3.411 personas residiendo en Richmond. La densidad de población era de 41,72 hab./km². De los 3.411 habitantes, Richmond estaba compuesto por el 97.3% blancos, el 0.44% eran afroamericanos, el 0.29% eran amerindios, el 0.23% eran asiáticos, el 0% eran isleños del Pacífico, el 0.26% eran de otras razas y el 1.47% pertenecían a dos o más razas. Del total de la población el 0.91% eran hispanos o latinos de cualquier raza.